# Sándor Peics
Sándor Peics (ur. 10 października 1899 w Peczu, zm. 20 marca 1965) – węgierski piłkarz, a także trener.

## Kariera klubowa
W trakcie kariery Peics występował w węgierskiej drużynie Újpest FC oraz włoskim Hellasie Werona.

## Kariera reprezentacyjna
W reprezentacji Węgier Peics zagrał jeden raz. Było to 24 września 1922 w zremisowanym 2:2 towarzyskim meczu z Austrią.

## Kariera trenerska
W swojej karierze trenerskiej Peics prowadził włoskie drużyny AC Prato, Cosenza, US Cerignola, Hellas Werona oraz Perugia, szwajcarski FC La Chaux-de-Fonds, a także portugalskie zespoły CF Os Belenenses, Vitória Setúbal, O Elvas CAD, Sporting CP oraz Vitória SC. W 1950 roku wywalczył ze Sportingiem wicemistrzostwo Portugalii.